# Jarrod Saltalamacchia
Jarrod Scott „Sally“ Saltalamacchia (* 2. Mai 1985 in West Palm Beach, Florida) ist ein ehemaliger US-amerikanischer Baseballspieler in der Major League Baseball (MLB) auf der Position des Catchers. 2013 gewann er mit den Boston Red Sox die World Series.
Saltalamacchia hat den längsten Namen in der Geschichte der Major League.

## Karriere
Saltalamacchia wurde 2003 in der ersten Runde des MLB Draft von den Atlanta Braves gewählt. Anschließend spielte er mehrere Jahre in den Minor League Teams der Braves.

### Atlanta Braves
Nach überzeugenden Leistungen in der Minor League gab Saltalamacchia, aufgrund von Verletzungen von Brian McCann und Brayan Pena am 2. Mai 2007 sein Debüt für die Braves. Am 27. Mai 2007 schlug Saltalamacchia seinen ersten Homerun in der Major League gegen die Philadelphia Phillies. Nach Wechselgerüchten wurde Saltalamacchia am 31. Juli 2007 mit Elvis Andruz, Neftali Feliz, Matt Harrison und Beau Jones zu den Texas Rangers transferiert, im Austausch kamen Mark Teixeira und Ron Mahay zu den Braves.

### Texas Rangers
Am 1. August 2007 absolvierte er gegen die Cleveland Indians sein erstes Spiel im Trikot der Rangers. Nach einer erfolgreichen Saison mit 11 geschlagenen Homeruns und einem Batting Average von .266 ging er in die Saison 2008. Am 22. August schlug Saltalamacchia 2 Homeruns gegen die Baltimore Orioles und trug somit stark zu dem Endstand von 29:3 bei. In der Saison 2008 verlor er seinen Platz als Starting Catcher an Gerald Laird und wurde in das Minor League Team der Rangers geschickt, kehrte jedoch relativ schnell wieder zurück.
Nach dem zweiten Spiel der MLB Saison 2010 kam er auf die Disabled List. Am 26. April kehrte Saltalamacchia von der Disabled List zurück und unterschrieb anschließend einen Vertrag mit den Oklahoma City RedHawks, einem Minor League Team der Rangers.

### Boston Red Sox
Kurz vor dem Transferende, am 31. Juli wechselte Saltalamacchia im Austausch von Chris McGuinness, Ramon Mendez (Michael Thomas) und einem Geldbetrag zu den Boston Red Sox. Für die Saison 2010 spielte Saltalamacchia für das AAA Minor League Team der Red Sox, den Pawtucket Red Sox.
Ab Beginn der Saison 2011 war er Starting Catcher der Boston Red Sox.

### Miami
Im Dezember 2013 unterschrieb Saltalamacchia einen Vertrag über drei Jahre und 21 Millionen Dollar bei den Miami Marlins. 